# Blue Byte
Blue Byte (voormalig Blue Byte Software) is een Duits computerspelontwikkelaar, onderdeel van Ubisoft. Het heeft ook spellen uitgegeven en verspreid. Het werd in 1988 opgericht en is met name bekend door Battle Isle-serie en The Settlers-serie. Het bedrijf is gevestigd in Düsseldorf.

## Geschiedenis
Blue Byte werd in oktober 1988 opgericht door Thomas Hertzler en Lothar Schmitt die samen bij het bedrijf Rainbow Arts werkten. Het eerste spel dat Blue Byte ontwikkelde was het tennisspel Great Courts in 1989, uitgegeven door Ubisoft. De eerste hit van Blue Byte was Jimmy Connors Pro Tennis Tour, eveneens een tennisspel, in 1990. Na enkele andere tennisspellen en puzzelspellen richtte Blue Byte zich op strategiespellen. In 1991 volgde het turn-based strategy spel Battle Isle. Dit spel bleek een groot succes in Duitsland en de rest van Europa en er volgden verscheidene opvolgers en uitbreidingspakketten, zoals Battle Isle II (1994) en Battle Isle III (1995).
In 1993 verscheen het eerste deel van de populaire The Settlers-serie (in Duitsland bekend als Die Siedler). De serie behoort tot de bekendere spellen van Blue Byte. Enkele spellen in deze serie zijn The Settlers II (1996), The Settlers III (1998) en The Settlers IV (2001).
In 1994 opende het bedrijf een vestiging in Northampton, Engeland en in 1995 volgde een vestiging in Illinois, Verenigde Staten voor respectievelijk het coördineren van de activiteiten in Europa en de Verenigde Staten. Blue Byte heeft met verscheidene publishers geprobeerd om bekendheid te verwerven de Verenigde Staten. Blue Byte ging ook samenwerken met het Amerikaanse bedrijf Murder of Crows, gevestigd in Austin, Texas. In 1999 werd de vestiging in Engeland gesloten en werd de afdeling in Illinois ondergebracht in een vestiging van Murder of Crows in Austin.
Het bedrijf werd in februari 2001 overgenomen door Ubisoft waarna het bedrijf zich richtte op de bekende The Settlers-serie. In 2005 verscheen het vijfde deel, The Settlers: Heritage of Kings, en in 2007 het zesde deel, The Settlers: Rise of an Empire, van de serie. Daarnaast heeft het bedrijf de game engine ontwikkeld voor Anno 1404, het vierde deel in de Anno-serie.

## Spellen
- 1989: Great Courts
- 1989: Twinworlds
- 1990: Great Courts 2
- 1990: Jimmy Connors Pro Tennis Tour
- 1990: Tom and The Ghost
- 1991: Atomino
- 1991: Battle Isle
- 1992: Battle Isle Data Disk I
- 1992: Ugh!
- 1993: Battle Isle Data Disk II
- 1993: History Line: 1914-1918
- 1993: The Settlers
- 1994: Battle Isle II
- 1994: Battle Isle II Data Disk I
- 1995: Battle Isle III
- 1995: Albion
- 1996: Archimedean Dynasty
- 1996: Chewy: ESC from F5
- 1996: The Settlers II
- 1997: Dr. Drago's Madcap Chase
- 1997: Extreme Assault
- 1997: Incubation
- 1998: Game, Net & Match!
- 1998: The Settlers III
- 1999: Star Trek: Starship Creator
- 2000: Stephen King's F13
- 2001: The Settlers IV
- 2001: Battle Isle: The Andosia War
- 2005: The Settlers: Heritage of Kings
- 2006: The Settlers II 10th Anniversary
- 2007: The Settlers: Rise of an Empire
- 2009: Anno 1404
- 2009: Anno 1404 Venice
- 2010: The Settlers 7: Paths to a Kingdom
- 2010: The Settlers - My City
- 2010: The Settlers Online
- 2011: Anno 2070
- 2012: Your Shape: Fitness Evolved 2013
- 2013: Anno Online
- 2014: Panzer General Online
- 2016: Tom Clancy's Rainbow Six: Siege
- 2016: Assassin's Creed Identity
- 2017: South Park: The Fractured but Whole
- 2017: For Honor
- 2019: Anno 1800
- 2019: The Settlers
- 2024: Skull and Bones